# Phlogophora viridivena
Phlogophora viridivena là một loài bướm đêm trong họ Noctuidae.